# Duruma (langue)
Pour les articles homonymes, voir Duruma.
Le duruma (ou chiduruma) est une langue bantoue parlée par la population duruma au Kenya.